# 伊藤サチコ
伊藤 サチコ（いとう さちこ、1981年5月21日 - ）は、女性シンガーソングライター。

## 概要
秋田県男鹿市出身。血液型O型。
1999年にヤマハの音楽イベント「TEEN'S MUSIC FESTIVAL」に3人組ユニット「TEAR DROP」として参加。全国大会でティーンズ大賞を受賞。翌年、ティーンズ大賞受賞曲「心の扉」がヤマハTEENS'LABEL（インディーズ）よりリリースされ反響を呼ぶ。
ユニットは解散となるが、伊藤はソロでプロデビューを目指すことになり上京。2001年、シングル「宿題」でデビュー。2002年には1stアルバム『さようなら、木』をリリース。その後もラジオのDJやライブ活動などを続け、2005年には3枚目のアルバム『三日月の夜』をリリースした。
2006年に入り3月いっぱいでヤマハを離れ、インディーズに移行。暫くはライブハウスを中心に活動していたが、2007年、2年ぶりのアルバム「Truthful」を発売。2010年には、実力派女性シンガーソングライター11人が参加したオムニバスアルバム『If The Girls Are United』のトータルプロデュースを手掛け、自らの楽曲「くすんだ壁」も収めた。堂本剛ソロプロジェクトの「ENDLICHERI☆ENDLICHERI」にコーラスで参加するなどしている。

## ディスコグラフィー

### シングル
- 宿題(2001年7月18日)
- 心の扉(2002年1月23日)
- カレンダー(2002年10月23日)
- 僕の場所(2004年6月30日)※新星堂限定シングル

### アルバム
- さようなら、木(2002年3月20日)
- 僕の場所(2004年7月21日)
- 三日月の夜(2005年10月19日)
- Truthful(2007年11月25日) ※WEB通販限定
- 感情と水 (2010年10月13日)
- Truthful II(2011年6月25日) ※WEB通販限定
- 時の芸術 (2012年8月8日)